# Thomas Darling
Thomas Darling, né le 4 mai 1958, est un rameur d'aviron américain. 

## Carrière
Thomas Darling participe aux Jeux olympiques de 1984 à Los Angeles et remporte la médaille d'argent avec le huit américain composé de Chip Lubsen, Andrew Sudduth, John Terwilliger, Christopher Penny, Fred Borchelt, Charles Clapp III, Bruce Ibbetson et Robert Jaugstetter.